# Лорікет чорнодзьобий
Лоріке́т чорнодзьобий (Glossoptilus goldiei) — вид папугоподібних птахів родини Psittaculidae. Ендемік Нової Гвінеї. Це єдиний представник монотипового роду Чорнодзьобий лорікет (Glossoptilus).

## Таксономія

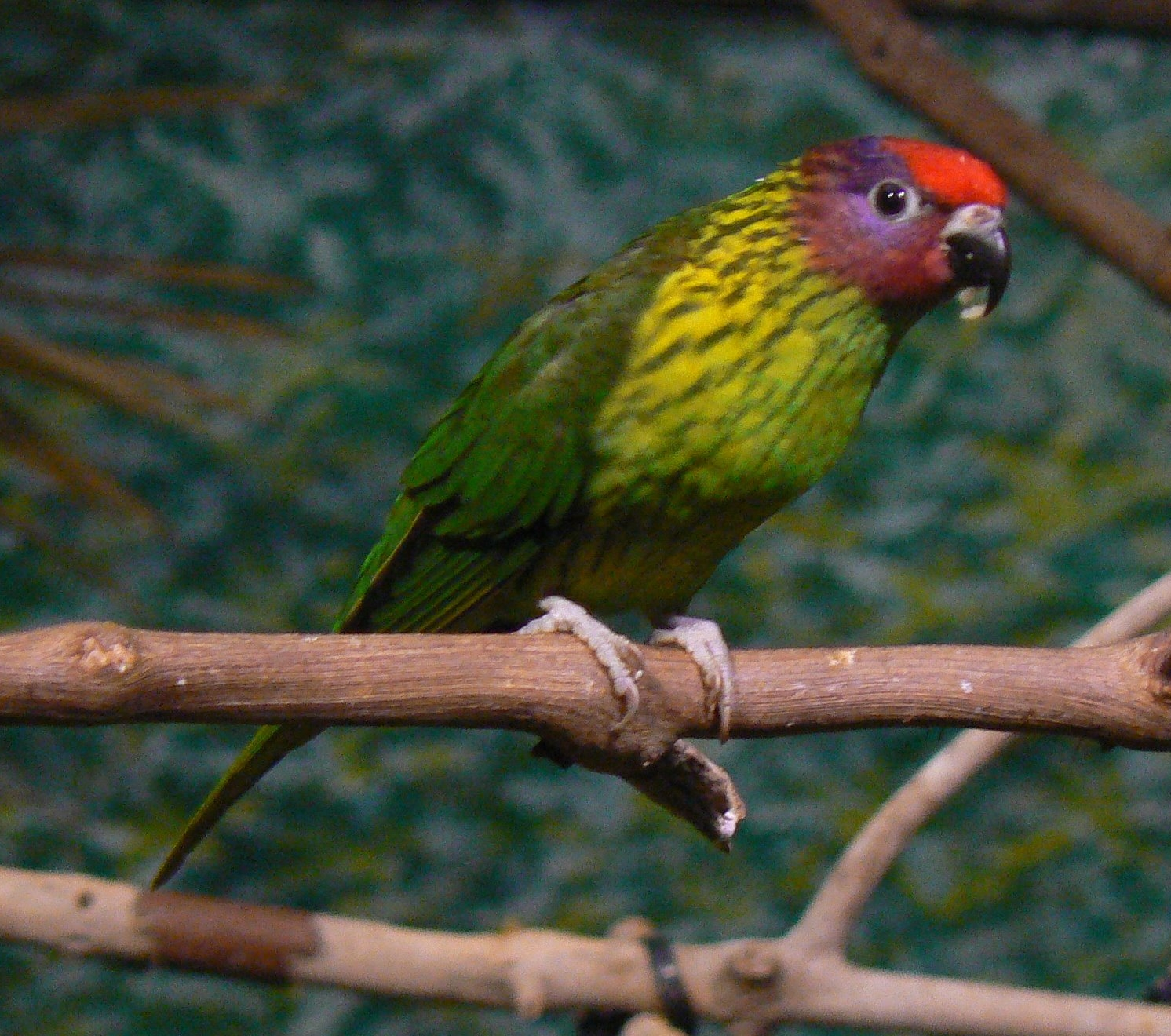
Чорнодзьобий лорікет

Традиційно чорнодзьобого лорикета відносили до роду Строкатоголовий лорікет (Psitteuteles), однак за результатами молекулярно-генетичного дослідження 2020 року його було переведено до відновленого роду Glossoptilus.

## Опис
Довжина птаха становить 19 см, вага 45-60 г. Верхня частина тіла темно-зелена, нижня частина тіла світліша, жовтувато-зелена, поцяткована темними смугами. Лоб і тім'я червоні, потилиця і задня частина шиї блакитні, щоки і горло рожевувато-фіолетові. Дзьоб чорний, очі карі, лапи сірувато-охристі. У самиці червона пляма на голові менша, у молодих птахів вона обмежується смугою над дзьобом. У молодих птахів дзьоб коричневий, тім'я зеленувате, а потилиця сірувато-блакитна.

## Поширення і екологія
Червонодзьобі лорікети мешкають в горах Центрального хребта, від гір Вейланд до хребта Овен-Стенлі. Вони живуть у вологих гірських і рівнинних тропічних лісах, зустрічаються на висоті до 2800 м над рівнем моря, переважно на висоті від 1000 до 2200 м над рівнем моря. Ведуть кочовий спосіб життя, живляться квітками дерев з родів Elaeocarpus, Eucalyptus, Grevillea, Poikilospermum і Dimorphantera. Гніздяться в дуплах дерев. В кладці 2 яйця, інкубаційний період триває приблизно 3 тижні. Пташенята покидають гніздо через 2 місяці після вилуплення.